# Streit um drei
Streit um drei war eine deutsche Gerichtsshow, die von 1999 bis 2003 im ZDF ausgestrahlt wurde.

## Konzept
Die echten Richter, zunächst Eugen Menken, ab August 1999 Guido Neumann, verhandelten im ZDF nachgestellte Gerichtsfälle mit fiktiven Streitenden aus dem Bereich des Zivilrechts und gelegentlich Privatklagen.
Insgesamt wurden 637 Sendungen ausgestrahlt. In jeder der 45- bis 50-minütigen Folgen wurden drei „Fälle“ behandelt.
Anders als bei den Gerichtssendungen der Privatsender wie Richterin Barbara Salesch oder Das Jugendgericht, in denen Fälle des Strafrechts verhandelt wurden, handelte es sich bei Streit um Drei um Fälle aus dem Zivilrecht und folglich um eher unspektakuläre, dafür alltägliche Fälle. Der Moderator Ekkehard Brandhoff befragte die Zuschauer der Verhandlung in der jeweiligen Verhandlungsunterbrechung vor der Urteilsverkündung über den möglichen Ausgang und redete nach dem Urteilsspruch mit dem Rechtsexperten Wolfgang Büser über ähnlich gelegene reale Fälle.
Statt der Laiendarsteller in Gerichtsshows des Privatfernsehens spielten bei Streit um drei nur professionelle Schauspieler. Neben weniger bekannten Darstellern waren dabei im Laufe der Zeit auch hin und wieder Prominente wie Barbara Weinzierl, Brigitte Mira, Guildo Horn, Georg Uecker, Viktoria Brams, Gil Ofarim, Jaecki Schwarz, Christian Kahrmann, Sky du Mont, Peter Bond, Annemarie Wendl, Hans von Borsody, Dirk Bach, Rotraud Schindler, Heinz Meier, Grit Böttcher, Tilo Prückner, Ludwig Haas, Rolf Zacher, Helmut Krauss und Christina Plate zu sehen. In der 500. Folge trat Richter Guido Neumann zudem in jedem der drei Fälle in einer Doppelrolle auch als Zeuge auf.

## Ausstrahlung
Die Sendung lief anfangs von Montag bis Donnerstag nachmittags um 15:10 Uhr. Anfang 2000 wurde am Freitagnachmittag die fünfte Ausgabe pro Woche eingeführt. Diese beschäftigte sich jeweils mit Arbeitsrecht. Hier war als Richter Ulrich Volk – der im wirklichen Leben Rechtsanwalt für Arbeitsrecht ist – tätig.

## Änderungen und Ableger
Ab dem 14. Februar 2002 lief auf demselben Sendeplatz für zwölf Ausgaben der Ableger Ich lass mich scheiden, bei dem durch einen Scheidungsrichter (ebenfalls von Ulrich Volk verkörpert) Ehen geschieden wurden. Im Unterschied zu den sonstigen Sendungen wurden hier nicht nur Szenen aus dem Gerichtssaal gezeigt, sondern vor dem Gerichtsprozess die zu scheidenden Paare und Angehörige in Einspielfilmen, in denen sie ihre Geschichte erzählen, vorgestellt.
Ab Februar 2003 wurden, als Reaktion auf die Erfolge der privaten Sender mit ähnlichen Formaten, anstatt der Zivilprozesse erstmals Fälle des Strafrechts verhandelt.

## Einstellung
2003 wurde die Sendung aufgrund geringer Quoten eingestellt. Die letzte Folge lief am 4. April 2003, anschließend liefen auf dem Sendeplatz noch bis zum 6. Juni 2003 Wiederholungen. Damit war Streit um drei die letzte Gerichtsshow, die im öffentlich-rechtlichen Fernsehen ausgestrahlt wurde.